# Adalbert Horawitz
Adalbert Horawitz (* 23. Januar 1840 in Lodi, Lombardei; † 6. November 1888 in Wien) war ein österreichischer Historiker und Philologe, der seine Lebensarbeit den süddeutschen und österreichischen Humanisten der Renaissance widmete.

## Leben
Adalbert Horawitz studierte an der Universität Wien Geschichte und Philologie, war dort Schüler von Joseph von Aschbach und wurde 1862 promoviert. 1861 bis 1863 war er Mitglied des Instituts für österreichische Geschichtsforschung. Danach schlug er die Laufbahn als Mittelschullehrer ein. 1863 wurde er Supplent an der Oberrealschule in Troppau, dann am Gymnasium in der Josefstadt in Wien. 1864 legte er die Realschullehrerprüfung ab, 1867 die Gymnasiallehrerprüfung. 1874 wurde er Lehrer am Staatsgymnasium im IX. Bezirk in Wien. Er war ab 1868 Privatdozent für allgemeine Geschichte des Mittelalters an der Universität Wien und erhielt 1869 an der Akademie der bildenden Künste einen Lehrauftrag für allgemeine Welt- und Kulturgeschichte. 
Horawitz wurde insbesondere für seine Forschungen über Beatus Rhenanus, Michael Hummelberger, Caspar Bruschius und Johann Tichtel bekannt. 
Er war korrespondierendes Mitglied der Akademie der Wissenschaften in Wien.